# Шьонборни
Шьонборн (на немски: Schönborn; Grafen von Schönborn; на чешки: Schönbornové) е благородническа фамилия от род Шьонборн от Рейнгау от Шьонборн, близо до Лимбург на Лан.
През 1275 г. Хайнрих фон Шьонборн († пр. 1284) е споменат като Х. фон Сконенбурне. Фамилията на графовете фон Шьонборн още днес е значим благороднически род. Фамилията произлиза от Рейнгау и Таунус и дава множество църковни дейци на Свещената Римска империя. Църковните князе от фамилията фон Шьонборн са значими строители през времето на барока в Южна Германия.
Фамилията Шьонборн живее до средата на 17 век в първоначалната си територия. Фамилията се издига с Йохан Филип фон Шьонборн († 1673), който е офицер, курфюрст и архиепископ на Майнц (от 1647), княжески епископ на Вюрцбург (от 1642) и епископ на Вормс (от 1663). Брат му Филип Ервайн фон Шьонборн († 1668) купува 1661 г. и получава на 30 август 1661 г. от император Леополд I господството Хойзенщам в Хесен и строи от 1663 до 1668 г. дворец Шьонборн. Неговият син Лотар Франц фон Шьонборн († 1729) е княжески епископ на Бамберг (1693 – 1729), курфюрст и архиепископ на Майнц (1695 – 1729).
От 1661 г. фамилията притежава господството Хойзенщам в Южен Хесен и от 1671 г. Райхелсберг в Ауб в Долна Франкония. От 1701 г. те управляват господството Визентхайд в Долна Франкония и така се издигат във висшето благородническо общество. Те наследяват господства в Щирия и в Каринтия и скоро след това купуват собствености в Долна Австрия, от 1726 г. също в Унгария и към края на 18 век в Бохемия.